# Manöver (Militär)

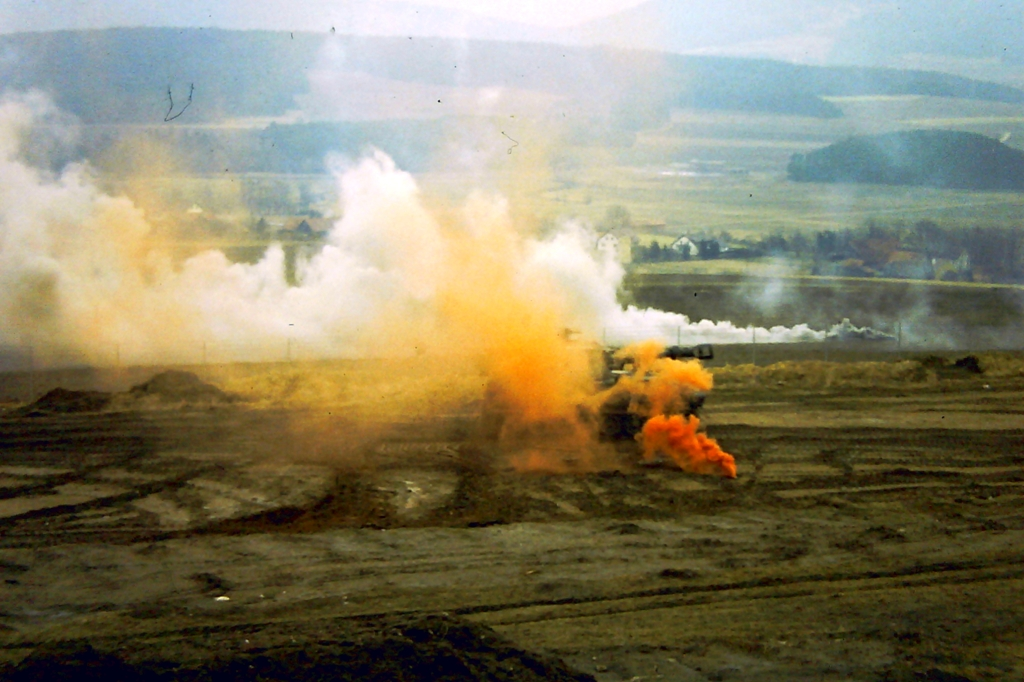
Bundeswehr-Gefechtsübung (1983)

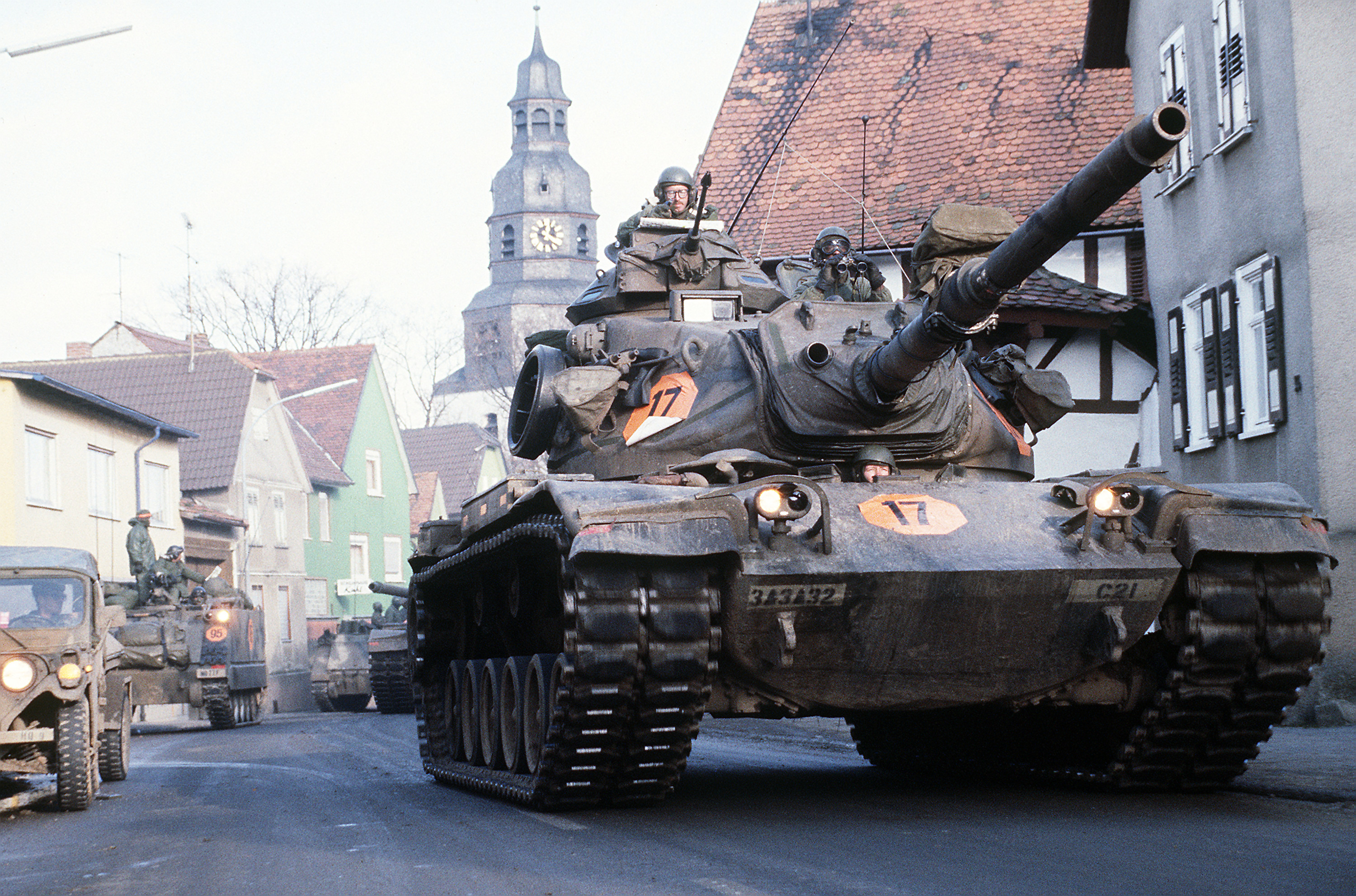
Ein US-Panzer vom Typ M60A3 während des NATO-Manövers Central Guardian 85 in Hessen

Ein Manöver ist eine Übung des Militärs. Sie wird in der Regel beweglich mit zwei (seltener mit mehreren) Parteien unterschiedlicher Größe ausgeführt. Es gibt Manöver, die im Rahmen der Teilstreitkräfte abgehalten werden, sowie Manöver aus mehreren Truppengattungen. Zweck heutiger militärischer Manöver ist die Vorbereitung auf Einsatzsituationen, also auf bewaffnete Konflikte oder den Einsatz des Militärs zur Verhinderung von Terroranschlägen. Im Gegensatz dazu glichen die Manöver des 18. Jahrhunderts noch eher Paraden. Um den Ernstfall möglichst realistisch zu simulieren, kommen technisch Platzpatronen, Übungsgranaten, Rauchgranaten (zur Simulierung des Einsatzes chemischer Waffen) und Ähnliches zum Einsatz; die erforderliche Rolle des fiktiven Gegners übernimmt in der Bundeswehr der „Soldat in darstellender Funktion“ (SidaF).

## Übergreifende Manöver
Manöver können auch die Funktion haben, einem Staat Entschlossenheit und Einsatzfähigkeit zu demonstrieren. Zum Beispiel hielten die USA und Südkorea im Sommer 2010 gemeinsame Militärübungen mit zusammen 30.000 Soldaten ab. Diese waren im Zuge vorangegangener Ereignisse als Signal an Nordkorea gerichtet.
Große, regelmäßig abgehaltene Manöver der Streitkräfte der Vereinigten Staaten umfassen die Marinemanöver RIMPAC und UNITAS und die Luftwaffenübung Red Flag. In Westdeutschland waren bis 1993 die Großmanöver der NATO-Alliierten unter Leitung der USA namens REFORGER besonders bekannt, da sie jährlich abgehalten wurden. Die Shanghaier Organisation für Zusammenarbeit hielt seit 2005 bisher drei Anti-Terror-Großmanöver ab.

## Manöver der Landstreitkräfte

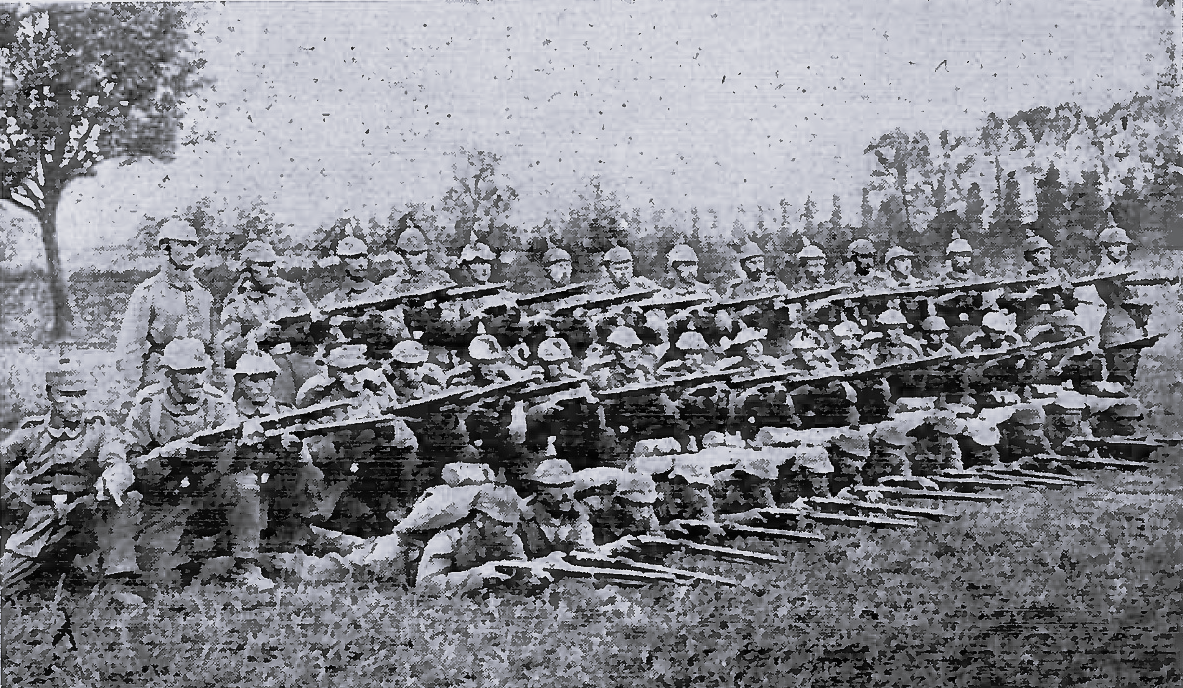
Zug eines Infanterie-Regiments in Erwartung eines Kavallerie-Angriffs (1915)

Die Manöver der Bodenstreitkräfte werden meist auf einem Truppenübungsplatz oder in dessen Umgebung abgehalten, in Zeiten des Kalten Krieges jedoch oft auch im freien Gelände, vorzugsweise den für den Ernstfall angenommenen Räumen. Dabei gilt es ein vorher bestimmtes Ziel zu erreichen. Die Parteien werden mittels Partei-Farben (oftmals blau, rot, orange, gold) gekennzeichnet und werden von einer neutralen dritten Partei (Schiedsrichter) auf das Einhalten vorgegebener Richtlinien überwacht und bewertet. Großmanöver, wie beispielsweise das jährliche Kaisermanöver bis 1913, finden heute nur noch sehr selten statt, die Übungen werden meist auf Stabsebene als Stabsrahmenübung beschränkt.

### Bedeutende Militärmanöver in Deutschland
Aufgelistet sind Militärmanöver der Landstreitkräfte in der Bundesrepublik Deutschland (Auswahl).
| Übungszeitraum                  | Bezeichnung                  | Umfang                            | Beschreibung |
| ------------------------------- | ---------------------------- | --------------------------------- | --- |
| 22.–28. September 1954          | Battle Royal                 | 137.000 Soldaten                  | Manöver in Norddeutschland, Niedersachsen, nördliches Nordrhein-Westfalen mit 137.000 Soldaten der Britischen Rheinarmee, Royal Air Force sowie belgischen, niederländischen und US-Soldaten. Einsatz von ca. 800 Panzern und US-Atomgeschützen. Erstes Großmanöver der NATO. |
| 20.–24. September 1960          | Hold Fast                    | 45.000 Soldaten                   | Manöver im Raum Schleswig-Holstein mit 45.000 Soldaten aus Dänemark, Großbritannien, Kanada, Belgien und der Bundeswehr mit mehr als 12.000 Ketten- und Radfahrzeugen. |
| 2.–8. Februar 1961              | Winter Shield II             | 60.000 Soldaten                   | Manöver in Ostbayern/Oberpfalz mit 60.000 Soldaten der US- und französischen Armee sowie der Bundeswehr. Einsatz von 15.000 Fahrzeugen. |
| 24. Oktober – 20. November 1963 | Big Lift                     | 40.000 Soldaten, 12.000 Fahrzeuge | Antransport des Personals der 2. US-Panzerdivision aus Texas per Luft, die vorbereitetes Großgerät übernahm. Manöver mit zwei weiteren US-Divisionen und einem Kavallerieregiment im Raum Hessen/Unterfranken. Anschließend Rückkehr der 2. PD in die USA |
| 15.–21. September 1968          | Schwarzer Löwe               | 42.000 Soldaten                   | Manöver im Raum Ingolstadt, Rothenburg/Tauber, Sigmaringen, Heilbronn mit 42.000 Soldaten des II. Korps der Bundeswehr sowie französischen Einheiten mit 15.000 Ketten- und Radfahrzeugen. |
| 9.–22. Januar 1973              | Certain Shield               | 46.000 Soldaten                   | REFORGER-Manöver im Raum Bad Mergentheim, Walldürn, Crailsheim, Würzburg, Kitzingen, Rothenburg o.d. Tauber, Neustadt a.d. Aisch mit 46.000 Soldaten aus den USA, Kanada und der Bundeswehr mit insgesamt 2700 Panzern und 8000 Radfahrzeugen. 10.000 US-Soldaten wurden zu dieser Großübung aus den USA eingeflogen. Vom 9. bis 14. Januar 1973 trafen sie mit Großraumtransportern auf der Rhein-Main Air Base in Frankfurt am Main, dem Stuttgart Army Airfield und auf der Ramstein Air Base ein. Die eingeflogenen US-Soldaten übernahmen aus Depots in Kaiserslautern, Mannheim, Karlsruhe und Germersheim Waffen und militärische Geräte. |
| 9.–16. Oktober 1973             | Certain Charge               | 51.000 Soldaten                   | REFORGER-Manöver im Raum Nürnberg, Ansbach, Schwäbisch Hall, Schwäbisch Gmünd, Dinkelsbühl, Ingolstadt, Crailsheim mit 51.000 Soldaten aus den USA, Kanada und der Bundeswehr. Am 13. Oktober 1973 streifte ein US-Kampfflugzeug vom Typ F-4 Phantom II im Tiefstflug bei Weißenburg in Bayern einen Transportpanzer vom Typ M113 und stürzt zwischen Trommetsheim und Kattenhochstatt ab. Die beiden Piloten und zwei Soldaten des Panzers wurden getötet. |
| 30. September – 9. Oktober 1974 | Certain Pledge               | 44.000 Soldaten                   | REFORGER-Manöver im Raum Stuttgart, Ulm, Donauwörth, Eichstätt, Weissenburg, Crailsheim, Heidenheim, Göppingen, Schwäbisch Hall, Dinkelsbühl mit 38.000 US-, 6000 Bundeswehr- und kanadische Soldaten. |
| 15.–19. September 1975          | Große Rochade                | 67.400 Soldaten                   | Manöver in Bayern im Raum Marktredwitz, Passau, München, Augsburg, Nürnberg mit 53.000 Heeressoldaten, 5000 Soldaten der Territorialverteidigung und 9400 Soldaten aus den USA, Frankreich und Kanada. Eingesetzt wurden 15.000 Fahrzeuge, darunter 3000 Kettenfahrzeuge. Zeitgleich fand die NATO-Luftwaffenübung „Cold Fire“ statt. |
| 14.–23. Oktober 1975            | Certain Trek                 | 57.000 Soldaten                   | REFORGER-Manöver im Raum Ansbach, Fürth, Erlangen, Bamberg, Fulda, Hanau, Darmstadt, Heidelberg, Steigerwald, Haßberge, Heilbronn. Einsatz von 2170 Kettenfahrzeuge, darunter 604 Kampfpanzer, 4474 Radfahrzeuge und 261 Hubschrauber. Beteiligt waren Soldaten der Bundeswehr, aus den USA, Großbritannien, Kanada und Frankreich. Zwei US-Soldaten starben bei dem Versuch mit ihrem Panzer die Tauber bei Werbach zu überqueren. Ein Soldat eines Panzers starb als dieser in einen Steinbruch bei Bernsfelden stürzte. Bei Eiersheim stürzte am 17. Oktober 1975 eine F-4 Phantom II ab, dabei starben beide kanadische Piloten.             |
| 6.–10. September 1976           | Großer Bär                   | 62.000 Soldaten                   | Manöver der Bundeswehr im Verbund mit US-, niederländischen und britischen Streitkräften im Raume Bremen, Uelzen, Hannover, Detmold, Münster, Coesfeld und Nordhorn. Einsatz von 20.000 Gefechtsfahrzeugen. Unterstützt durch die zeitgleiche Luftwaffenübung „Cold Fire 76“. |
| 7.–11. September 1976           | Gordan Shield                | 34.000–40.000 Soldaten            | REFORGER-Manöver im Raum Alsfeld, Feldatal, Lauterbach, Marburg, Zeilbach mit Soldaten aus den USA, Belgien, Frankreich und der Bundeswehr. Einsatz von 348 Hubschraubern. |
| 13.–17. September 1976          | Lares Team                   | 43.000 Soldaten                   | REFORGER-Manöver im Raum Nürnberg, Weissenburg, Feuchtwangen, Donauwörth, Wassertrüdingen, Nördlingen, Eichstätt, Harburg, Dinkelsbühl, Amberg, Regensburg, Ingolstadt, Heidenheim, Gaildorf, Ansbach mit Soldaten aus den USA und Kanada und der Bundeswehr. Einsatz von 3500 Kettenfahrzeugen, 8000 Radfahrzeugen, 600 Hubschraubern und 90 Kampfflugzeugen. Zeitgleich wurde die Luftwaffenübung „Crested Cap 76“ abgehalten. |
| 12.–15. September 1977          | Standhafte Chatten           | 38.000 Soldaten                   | Manöver der Bundeswehr in Nordhessen und Südwestfalen mit 3200 US-Soldaten. Einsatz von 3200 Kettenfahrzeugen und 9000 Radfahrzeugen. Ein Soldat starb durch ein umstürzendes Militärfahrzeug. |
| 12.–23. September 1977          | Blue Fox                     | 25.000 Soldaten                   | Manöver des 1. belgischen Korps im Raum Rheine, Osnabrück, Lübbecke, Minden, Hannover, Hildesheim, Eschershausen, Hornburg, Bad Sachsa, Duderstadt, Göttingen, Bovenden, Adelebsen, Borgentreich, Warburg, Meschede mit 2000 Ketten- und 6000 Radfahrzeugen. |
| 19.–22. September 1977          | Carbon Edge                  | 51.850–65.000 Soldaten            | REFORGER-Manöver im Raum Münsingen, Weilheim, Kempten, Wangen, Tuttlingen, Tübingen, Böblingen, Donaueschingen, Sonthofen, München, Augsburg, Ulm mit 43.000 Soldaten aus den USA, 3300 aus Kanada, 500 aus Belgien, 500 aus den Niederlanden, 350 aus Großbritannien und 4200 der Bundeswehr. Eingesetzt wurden 4000 Kettenfahrzeuge, 7500 Radfahrzeuge, 500 Hubschrauber und 90 Kampfflugzeuge. Zeitgleich wurde die Luftwaffenübung „Crested Cap 79“ abgehalten. Zwei US-amerikanische F-4D Phantom II kollidierten im dichten Nebel bei Schönberg.                                                                                           |
| 26.–30. September 1977          | Inter Action 77              | 12.700 Soldaten                   | Manöver im Raum Bremen, Rotenburg, Walsrode, Nienburg, Vechta, Cloppenburg, Friesoythe, Oldenburg mit Soldaten aus den Niederlanden, den USA und der Bundeswehr. Einsatz von 325 Ketten- und 2550 Radfahrzeugen. Unterstützt durch die zeitgleiche Luftwaffenübung „Cold Fire 77“. |
| 17.–21. September 1978          | Blaue Donau                  | 46.000 Soldaten                   | |
| 18.–28. September 1978          | Certain Shield               | 55.780 Soldaten                   | REFORGER-Manöver im Raum Frankfurt am Main, Wetzlar, Alsfeld, Bad Hersfeld, Fulda, Wildflecken, Karlstadt, Aschaffenburg, Hanau, Schweinfurt, Darmstadt, Limburg, Marburg mit Soldaten aus den USA, Belgien, Großbritannien, Luxemburg und der Bundeswehr. Einsatz von 10.000 Ketten- und Radfahrzeugen und 500 Hubschraubern. Zeitgleich lief die Luftwaffenübung „Crested Cap 78“. |
| 18.–29. September 1978          | Saxon Drive                  | 32.500–35.000 Soldaten            | REFORGER-Manöver im Raum Bremen, Diepholz, Minden, Hannover, Wolfsburg, Lüneburg mit 27.000 Soldaten aus den Niederlanden, 7500 aus den USA und 1500 der Bundeswehr. Eingesetzt wurden 2300 Kettenfahrzeuge, 7000 Radfahrzeuge und 100 Hubschrauber. |
| 29. Januar – 7. Februar 1979    | Certain Sentinel             | 66.000 Soldaten                   | REFORGER-Manöver im Raum Bamberg, Hammelburg, Würzburg, Ansbach, Crailsheim, Forchheim, Bayreuth, Fürth, Bopfingen, Heilsbronn, Waldmühlbach, Mellrichstadt, Nürnberg, Tauberbischofsheim, Bad Mergentheim, Schwanberg, Kitzingen mit 53.000 Soldaten aus den USA, 3000 aus Kanada, 3100 der Bundeswehr und Soldaten aus Großbritannien, Luxemburg und den Niederlanden. Einsatz von 4300 Kettenfahrzeugen, 8000 Radfahrzeugen, 335 Hubschraubern und 95 Kampfflugzeugen. |
| 10.–21. September 1979          | Constant Enforcer 79         | 29.000 Soldaten                   | |
| 17.–21. September 1979          | Harte Faust                  | 65.000 Soldaten                   | Raum Emden, Wilhelmshaven, Lippstadt, Rheine mit Soldaten der Bundeswehr, aus den USA, Niederlande, Dänemark, Einsatz von 2700 Ketten- und 16.000 Radfahrzeugen |
| 15.–19. September 1980          | St. Georg                    | 44.000 Soldaten                   | |
| 15.–25. September 1980          | Spearpoint 80                | 102.000 Soldaten                  | Manöver im Raum Braunschweig, Wolfenbüttel, Goslar, Northeim, Salzgitter, Sarstedt, Hildesheim, Hannover, Alfeld, Hameln, Einbeck, Holzminden, Rinteln, Minden mit 76.300 britische Soldaten, 22.000 US-Soldaten und 3700 Bundeswehrsoldaten. Einsatz von 18.000 Radfahrzeugen und 3643 Kettenfahrzeugen, darunter 855 Kampfpanzer. Außerdem 350 Hubschrauber. |
| 15.–24. September 1980          | Certain Rampart 80           | 40.000 Soldaten                   | REFORGER-Manöver im Raum Nürnberg-Regensburg-Augsburg-Ulm-Schwäbisch Hall mit 40.000 Soldaten aus USA (davon 16.000 eingeflogen), Kanada und der Bundeswehr |
| 14.–18. September 1981          | Scharfe Klinge               | 48.000 Soldaten                   | Manöver im Raum Heilbronn, Stuttgart, Nagold, Oberndorf, Rottweil, Singen, Neckar-Bischofsheim, Sulz, Sigmaringen, Rottweil und Horb mit 40.000 Bundeswehrsoldaten, 3600 US-Soldaten und 3500 kanadischen Soldaten |
| 14.–23. September 1981          | Certain Encounter 81         | 71.000 Soldaten                   | REFORGER-Manöver im Raum Alsfeld, Homberg, Schwalmstadt, Neukirchen, Oberaula, Gerterode, Mühlbach, Sterkelshausen. 17.000 US-Soldaten wurde hierfür eingeflogen. |
| 13.–17. September 1982          | Starke Wehr                  | 45.000 Soldaten                   | |
| 13.–23. September 1982          | Carbine Fortress/REFORGER 82 | 73.000 Soldaten                   | |
| 20.–24. September 1982          | Bold Guard                   | 47.200 Soldaten                   | |
| 19.–23. September 1983          | Wehrhafte Löwen 83           | 50.000 Soldaten                   | |
| 20.–29. September 1983          | Atlantic Lion                | 41.000 Soldaten                   | |
| 20.–29. September 1983          | Confident Enterprise         | 62.000 Soldaten                   | |
| 2.–11. November 1983            | Able Archer 83               | keine Angaben                     | Kommandostabsübung |
| 16.–22. März 1984               | Avalanche Express            | 25.000 Soldaten                   | |
| 3.–29. September 1984           | Lion Heart 84                | 132.000 Soldaten                  | |
| 13.–20. September 1984          | Flinker Igel 84              | 55.000 Soldaten                   | |
| 17.–28. September 1984          | Certain Fury                 | 50.000 Soldaten                   | |
| 23.–25. Januar 1985             | Central Guardian 85          | 65.000 Soldaten                   | |
| 2.–13. September 1985           | Brave Defender               | 65.000 Soldaten                   | |
| 12.–20. September 1985          | Trutzige Sachsen             | 60.000 Soldaten                   | NATO-Manöver in Norddeutschland (Raum Lüneburg, Soltau, Hannover, Mittellandkanal, Minden, Wildeshausen, Bremen, Bremervörde, Hamburg) mit 60.000 Soldaten, darunter 12.000 Reservisten und 9000 Alliierte (USA, NL, UK). Eingesetzt waren 18.000 Rad- und 3300 Kettenfahrzeuge. |
| 20.–30. Januar 1986             | Certain Sentinel             | 73.000 Soldaten                   | REFORGER-Manöver im Raum Schweinfurt, Hof, Dinkelsbühl, Regensburg, Cham, Kulmbach, Weiden, Schwandorf, Ansbach, Kitzingen, Bad Windsheim mit 48.000 US-Soldaten, 4800 Bundeswehrsoldaten und 4100 kanadischen Soldaten. |
| 8.–19. September 1986           | Crossed Swords 86            | 24.500 Soldaten                   | Manöver im Raum Nordhessen, Südniedersachsen und Ostwestfalen, Warburg, Höxter, Holzminden, Uslar mit 15.000 belgischen Soldaten, 3500 Bundeswehrsoldaten und 3000 Soldaten aus den USA und Großbritannien. Eingesetzt wurden 2000 Kettenfahrzeuge und 7000 Radfahrzeuge. |
| 18.–26. September 1986          | Fränkischer Schild 86        | 60.000 Soldaten                   | Manöver im Raum Schweinfurt, Karlstadt, Gramschatz, Arnstein, Walldürn, Hardheim, Waldstetten, Bad Wimpfen, Heilbronn, Würzburg mit 50.000 Bundeswehrsoldaten, 8000 US-Soldaten und 3000 französischen Soldaten. Einsatz von 3500 Kettenfahrzeugen und 14.000 Radfahrzeugen. |
| 15.–25. September 1987          | Kecker Spatz                 | 75.000 Soldaten                   | Das II. Korps der Bundeswehr absolvierte das deutsch-französische Manöver im Raum Nürnberg, Regensburg, Ingolstadt, Landshut, München, Augsburg, Ulm und Stuttgart. Hierbei waren keine Truppen der NATO-Strukturen eingebunden. Im Einsatz waren 55.000 deutsche und 20.000 französische Soldaten u. a. der Eingreiftruppe Force d’action rapide (FAR) mit Teilen der Fremdenlegion. Am Manöver nahmen 17.000 Radfahrzeuge, 2200 Kettenfahrzeuge (u. a. Leopard 2, AMX-10) und 480 Hubschrauber teil. |
| 19.–23. September 1988          | Free Lion                    | 44.000 Soldaten                   | Korpsgefechtsübung des I. niederländischen Korps im Südosten Niedersachsens (Raum Hildesheim/Hannover). Es nahmen außerdem deutsche, amerikanische und britische Soldaten teil. Insgesamt 12.500 Kraftfahrzeuge, 1700 Kettenfahrzeuge (davon 420 Kampfpanzer) und 145 Hubschrauber. |
| 1.–31. Oktober 2012             | Saber Junction               | 8000 Soldaten                     | DATE-Training des 2nd U.S. Cavalry Regiment aus Vilseck. Raum: Grafenwöhr Training Area und JMRC Hohenfels, Landkreis Amberg-Sulzbach sowie Teile der Landkreise Schwandorf und Neumarkt. Manöver Gefecht der verbundenen Kräfte gegen einen gepanzerten Gegner sowie Aufstandsbekämpfung und Friedenssicherung. |
| 31. März – 24. April 2016       | Saber Junction 16            | 5000 Soldaten                     | DATE-Training des 173rd Airborne Brigade Combat Team aus Vicenza. Raum: JMRC Hohenfels und Umgebung. Luftlandeübung mit 1200 Soldaten über Schmidmühlen und Burglengenfeld am 12. April 2016 |

## Manöver der Luftstreitkräfte
Eigenständige Manöver der Luftstreitkräfte finden relativ selten statt; meist beteiligen sich Luftstreitkräfte an Manövern anderer Truppengattungen. Die permanente Ausbildung wird im laufenden Betrieb und mit besonderen Lehrgängen durchgeführt. Ein 1955 durchgeführtes Manöver der taktischen NATO-Luftstreitkräfte in Europa war „Operation Carte Blanche“. Es wurden mit über 3000 Flugzeugen 12.347 Einsätze geflogen. Die Vorbereitungszeit für dieses Manöver war länger als ein Jahr. Das Ergebnis dieses Manövers wurde zusammengefasst mit: „Keiner kann gewinnen“.
Im Juni 2023 fand mit Air Defender 23 das größte Manöver von Luftstreitkräften seit Bestehen der NATO über Europa statt.

## Manöver der Seestreitkräfte
Größere Flottenmanöver werden von der US Navy, früher der sowjetischen Marine sowie der heutigen russischen Marine durchgeführt. Bekannt ist das Flottenmanöver in der Barentssee im Jahr 2000, bei dem das russische Atom-U-Boot Kursk sank. Von der US Navy ist eine Reihe von Flottenmanövern dokumentiert, die meist politischen Hintergrund hatten.